# Hendrik Niehoff

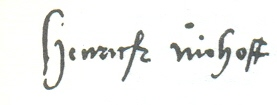
Namenszug von Niehoff

Hendrik Niehoff (auch: Nyhoff, Neuhoff, Nieuwenhoff) (* um 1495; † 1560) war ein Orgelbauer, der im niederländischen ’s-Hertogenbosch tätig war. Im 16. Jahrhundert führte er den Orgelbau im Norden Brabants einem Höhepunkt zu. Auf Niehoff gehen verschiedene technische Neuerungen im Orgelbau zurück und er hatte weitreichenden Einfluss auf die weitere Entwicklung der nordeuropäischen Orgelkultur.

## Leben
Hendrik Niehoff entstammte einer weit verzweigten Orgelbaufamilie, die über mehrere Generationen im Orgelbau wirkte, und gilt als deren herausragender Vertreter. Sein Vater Nicolaas Niehoff war wahrscheinlich in Leeuwarden ansässig. Hendriks Bruder Herman (* um 1495; † nach 1546) wohnte in Leeuwarden und war mit Nele Ariens verheiratet. Hendriks erste Frau hieß Bertke Peters  († vor 1546). Aus dieser Ehe gingen vier Kinder hervor: Nicolaas, Christine (verheiratet mit Jan Hermans), Hendrik (der Jüngere) und Regina († vor 1561, verheiratet mit Herman Peters). Aus einer zweiten Ehe mit Anna, die vor dem 22. März 1546 geschlossen wurde, gingen drei Kinder hervor: Bertha (verheiratet mit Jan Wouter Rinck), Aert und Clara. 1564 erwarb Anna als Witwe ein Sommerhaus mit Hof und Garten in Vught. Zuletzt wird sie 1571 als Taufpatin erwähnt.  Der Sohn Nicolaas Niehoff (* um 1525 in Amsterdam; † um 1604) wurde ein berühmter Orgelbauer. Er heiratete Jaecxke (oder: Jacomyn) de Ruyther († nach 1600) und hatte mit ihr drei Kinder: Jacob, Adriaan und Zeger. Jacob (* um 1565; † 1626) war der letzte Orgelbauer dieser Familie. Er wohnte in Köln, war mit Anna von der Schleiden († 1626) verheiratet und hatte mit ihr vier Kinder.
Hendrik wohnte zwar 22 Jahre in ’s-Hertogenbosch, hat dort aber nicht das Bürgerrecht erworben. Um 1520 ging er bei Johann von Koblenz (Jan van Covelen) in die Lehre und arbeitete fruchtbar mit ihm zusammen. Nach dessen Tod im Jahr 1532 führte er zunächst die Auftragsarbeiten seines Meisters für die Witwe Sophie fort, wurde aber bald selbstständig. In den 1530er Jahren wird einige Male sein Bruder Herman als Mitarbeiter angeführt. Später wurde Hans von Köln sein Geschäftsteilhaber. Seine Orgeln in der Hauptkirche Sankt Petri (Hamburg) und in St. Johannis (Lüneburg) erweisen, dass sein guter Ruf weit verbreitet war.

## Werk
Niehoff hat dem Typus der sogenannten „Brabanter Orgel“ sein unverwechselbares Gepräge verliehen, die in vielerlei Hinsicht Vorlage für Orgelbauten in Norddeutschland wurde. Charakteristisch ist der Aufbau des Prospekts, der das Werkprinzip widerspiegelt. Niehoff entwickelte die technische Anlage der Orgel weiter und manifestiert den Übergang vom  gotischen Blockwerk hin zu einer Orgel, an der die einzelnen Register betätigt werden konnten. Niehoff verwendete Springladen, für die er neuartige Konstruktion erfand. Originale Springladen sind von ihm nicht erhalten. Seine Orgeln weisen in der Regel Hauptwerk und Rückpositiv mit selbstständigem  Pedal auf; größere Orgeln besitzen ein zusätzliches Oberwerk. Ist aus Platzgründen der Bau eines Rückpositiv nicht möglich, gibt es ein kleines Brustwerk (ohne Plenum). Das Hauptwerk behält in der Regel mit dem Hintersatz (Blockwerk) statt Einzelregister seine Funktion als Plenum-Werk mit einem Prinzipalchor. Die Windladen des Hauptwerks sind ansonsten in Ober- und Unterlade geteilt, sodass beispielsweise ein separater Flötenchor gespielt werden kann. Durch seinen eigenen Plenumklang, durch neue Register, die im 16. Jahrhundert aufkamen (regelmäßig bei Niehoff die Bärpfeife 8′ neben Regal 8′, auch Zink 8′), und durch die Möglichkeit, Einzelregister zu spielen, bildete das Rückpositiv einen starken Kontrast zum Hauptwerk. Größere Orgeln waren dreimanualig (mit Oberwerk), einmanualige Orgeln in Nordbrabant überhaupt die Ausnahme. Im Brustwerk konnten nur kurzbechrige Zungenstimmen, im Oberwerk auch welche mit langen Bechern aufgestellt werden, die als kennzeichnend für die Brabanter Orgel galten. Das Pedal ist meist schwächer disponiert und nur bei einigen Orgelneubauten wie in Hamburg, St. Petri reicht besetzt. Es behält meist seine traditionelle Rolle als Bassklavier, wenngleich es bei Niehoff um einzelne Cantus-firmus-Register ergänzt wird. Standardmäßig findet sich eine Trompete 8′.  Er setzt im Pedal auch Transmissionen ein.
Insbesondere in den Jahren 1538–1560 entwickelte Hendrik eine reiche Tätigkeit. Nachdem er zunächst mit seinem Bruder Herman und Hans von Köln Orgeln gebaut hatte, arbeitete er später mit Meister Jaspar Jansz (auch Jaspar Johansen genannt) und Nicolaas, seinem Sohn aus erster Ehe, zusammen. Neben Orgelneubauten wurde Niehoff mit der Wartung und Reparatur von über 100 Orgeln betraut. An der sehr leichtgängigen Niehoff-Orgel in der Amsterdamer Oude Kerk sollte später Jan Pieterszoon Sweelinck Organist werden und seine Orgelkompositionen entwickeln (1580–1621).

## Werkliste (Auswahl)
Von seinen Werken hat sich nur wenig erhalten, am meisten noch in Lüneburg, St. Johannis. Nachgewiesene Werke:
| Jahr           | Ort                | Kirche                  | Bild | Manuale | Register | Anmerkungen |
| -------------- | ------------------ | ----------------------- | ---- | ------- | -------- | --- |
| 1533/1538–1540 | Hertogenbosch      | St. Johannes Kathedrale |      | II/P    |          | Neubau einer kleinen Orgel für die Bruderschaft, die 1538–1540 um ein Rückpositiv und Pedal erweitert wurde; später nach Friesland verkauft                                                                                           |
| 1528–1534      | Franeker           | St. Martin              |      |         |          | Vollendung der Orgel von Johann von Koblenz; nicht erhalten |
| vor 1537       | Breukelen          | Pieterskerk             |      |         |          | Neubau; nicht erhalten |
| 1538–1540      | Hertogenbosch      | St. Johannes Kathedrale |      |         |          | Neubau oder Erneuerung der großen Orgel; 1584 infolge des Turmbrands zerstört |
| 1539–1540      | Schoonhoven        | Bartholomäuskirche      |      | II/P    | 13       | Neubau; 6 Pfeifen und das Gehäuse des Schreiners Adriaan Schalke in der Laurenskerk (Rotterdam) erhalten (Foto), das 1959 dem Neubau einer Transeptorgel der Firma Marcussen & Søn diente, die um ein neues Rückpositiv ergänzt wurde |
| 1539–1540      | Naaldwijk          | Oude Kerk               |      |         |          | Neubau; 1566/80 verschwunden |
| vor 1542       | Heeswijk-Baseldonk | Wilhelmitenkloster      |      |         |          | Neubau; Wiederherstellung nach dem Bildersturm wahrscheinlich durch Nicolaas Niehoff, Überführung nach Eindhoven, 1648 abgebrochen |
| 1543–1544      | Tongerloo          | Abtei Tongerlo          |      |         |          | Neubau einer kleinen Orgel; während der Französischen Revolution verloren gegangen |
| 1544           | Amsterdam          | Oude Kerk               |      | II/P    | 13       | Neubau der kleinen Orgel; Umbauten im 17. und 18. Jh.; 1823 wurde das Pfeifenwerk für die neue Orgel in der Zuiderkerk verwendet. Zwei Register von Niehoff sind noch ganz oder teilweise in Oegstgeest, Willebrordkerk erhalten.     |
| 1539–1545      | Amsterdam          | Oude Kerk               |      | III/P   | 25       | Neubau der großen Orgel zusammen mit Hans von Köln; 1724 abgebrochen |
| 1545           | Delft              | Oude Kerk               |      | II/P    | 23       | Neubau; nicht erhalten, vor 1630 verloren gegangen |
| 1547           | Enkhuizen          | Westerkerk              |      | II      |          | Neubau wahrscheinlich von Niehoff; Gehäuse erhalten, einige Pfeifen in der Orgel der Zuiderkerk |
| 1548           | Delft              | Nieuwe Kerk             |      | III/P   | 28       | Neubau; 1839 durch Jonathan Bätz ersetzt |
| 1545–1549      | Zierikzee          | St.-Lievens-Kirche      |      | II      | 19       | Neubau; 1803 nach Steenbergen (kath. Kirche) verkauft, im 19. Jh. verschollen |
| 1548–1550      | Hamburg            | St. Petri               |      | III/P   | 27 + HW  | Zusammen mit Jaspar Johansen Erweiterung um ein Rückpositiv (11 Register), ein Oberwerk (8 Register) und ein Pedal (8 Register) Das Hauptwerk bestand wohl aus dem Blockwerk Großmixtur 16’. Nicht erhalten (Hamburger Brand 1842).   |
| vor 1553       | Schiedam           | Janskerk                |      | II      |          | Neubau; Manualgehäuse und ein Register erhalten |
| 1551–1553      | Lüneburg           | St. Johannis            |      | III/P   | 26       | Neubau einer Orgel zusammen mit Jasper Johansen. Die Manualgehäuse sind erhalten, 11 Register ganz oder teilweise. → Orgel |
| 1553           | Maastricht         | Servaasbasiliek         |      |         |          | Neubau; 1578 im Zuge der spanischen Belagerung der Stadt zerstört: „Die Belagerten benutzten die grossen Orgelpfeifen, um Rauch in die Gänge der Festungswerke zu blasen; so vertrieben sie die Spanier.“                             |
| 1553–1555      | Bergen op Zoom     | Gertrudiskerk           |      | III     | 27       | Neubau; 1747 verbrannt |
| 1557           | Brouwershaven      | St. Nicolaas            |      |         |          | Neubau wahrscheinlich von Niehoff; Gehäuse und einige Prospektpfeifen erhalten |
| 1556–1563      | Gouda              | Sint Janskerk           |      | II/P    | 18       | Neubau; 1744 an die luth. Kirche in Gouda verkauft, 1904 nach Abcoude (kath. Kirche) (Foto); Teile des Gehäuses und Prospektpfeifen des Rückpositivs erhalten                                                                         |